# Daedalus (Star Trek)
Daedalus is een aflevering van de Amerikaanse televisieserie Star Trek: Enterprise. De uitvinder van de transporter komt aan boord van de USS Enterprise NX-01 voor een experiment.

## Verloop van de aflevering
Emory Erickson, de uitvinder van de transporter wordt aan boord van de Enterprise gestraald met zijn dochter, om experimenten uit te voeren met een subkwantum transporter in een speciale zone in de ruimte, waar geen licht van enige ster waarneembaar is, omdat de subruimte vervormd is.
In theorie zou deze nieuwe transporter mensen in een mum van tijd over een aantal lichtjaren kunnen vervoeren, waardoor Warpsnelheden bijna irrelevant zouden worden. Het zou in ieder geval de reikwijdte van de transporter van de Enterprise aanzienlijk kunnen verbeteren.
Omdat de wetenschapper nu in een rolstoel zit, komt zijn dochter Danica mee. De Ericksons zijn goede vrienden van de familie Archer, waardoor het diner dat volgt na hun aankomst erg amusant is. Echter blijkt later wel, uit een gesprek tussen Emory en Danica, dat hun motieven achter het experiment niet zijn wat ze lijken te zijn.
Na een tijd in de dorre regio in de ruimte geweest te zijn, wordt een vreemd fenomeen waargenomen in de Enterprise. Hier komt ook een van de bemanningsleden bij om. Het lijkt alsof hij grote hoeveelheden delta-straling heeft opgenomen.
Na dit incident overweegt Danica serieus de waarheid aan Archer te gaan vertellen, omdat ze bang is dat meer mensen zullen sterven voordat zij hun doel bereiken. Uit het antwoord van Emory blijkt dat hij erg graag zijn zoon terug wil brengen. Blijkbaar is dat het ware doel van de experimenten.
Als Emory later met Trip Tucker samenwerkt, komt Emory's stress tot uiting in een geheimzinnige manier van doen, waardoor Tucker zijn gedrag niet vertrouwt. Nadat het fenomeen dat het bemanningslid eerder doodde weer terugkomt, en Archer hem confronteert omdat hij de zoon van Emory in het fenomeen herkende, bekent Emory zijn ware intenties. Overste Tucker is nog steeds bezorgt. Hij zegt tegen zijn kapitein dat hij diens wens wel begrijpt, maar dat hij vreest dat er meer mensen kunnen sterven door de experimenten. Even later komt bij een nieuwe poging het schip serieus in gevaar, en Archer moet ook het leven van Emory redden. De manifestatie had op een paar meter na een aantal torpedo's verwoest, maar raakte nu een EPS leiding.
Tucker krijgt hierdoor ook een verwoede discussie met Archer, omdat hij niet kan begrijpen dat hij, nu er bijna tientallen doden gevallen waren, hij toch door wil gaan met de tests. Archer merkt na een tijd op dat Tucker bijna insubordinatie pleegt, en geeft hem een directe order weer aan het werk te gaan, die Tucker schoorvoetend opvolgt.
Na de bijna dodelijke derde poging beweert Emory genoeg data verzameld te hebben om zijn zoon weer terug te brengen. Het blijkt dat hij bij een transporter test nooit was gereïntegreerd, waardoor hij zich ergens tussen leven en dood bevindt, zonder cohesie. Als het moment van de waarheid komt, blijkt de bemanning van de Enterprise niet in staat Quinn in leven te houden, en na een paar seconden gerematerialiseerd te zijn, sterft hij in de armen van zijn vader. In een later gesprek met Archer zegt Emory dat het zo toch beter is, nu hij weet dat zijn zoon rust in vrede.
Tijdens al deze gebeurtenissen komt T'Pol erachter dat ze niet langer lijdt aan het Pa'nar syndroom, waardoor T'Pau's bewering waar blijkt te zijn. (zie Kir'Shara) T'Pol vraagt ook aan Tucker of hij begrijpt dat ze minder tijd heeft om in hun relatie te steken, omdat ze nu aan het ondervinden is wat het echt betekent om Vulcan te zijn, en ze nu de basis van haar geloof opnieuw aan het vinden is.

## Citaten
"Nothing seems to be missing."
"Er lijkt niks te missen."
- Emory Erickson, nadat hij via de transporter aan boord van de Enterprise komt.
"Truth is, the sub-quantum transporter is a fundamentally flawed concept. It'll never work – not now, not a thousand years from now."
"De waarheid is dat het concept van de subkwantumtransporter fundamentele fouten bevat. Hij zal nooit werken. Niet nu, niet over 1000 jaar."
- Emory Erickson, tegen Archer
"At least my Warp engine still needs me."
"Mijn Warpmotor heeft me ten minste nog nodig."
- Tucker, tegen T'Pol, nadat ze zegt dat ze minder tijd in hun relatie zal steken.

## Achtergrondinformatie
- Manny Coto (uitvoerend producent van Enterprise) vindt dit een van de zwakste afleveringen in het vierde seizoen van Star Trek: Enterprise. Hij was niet tevreden over de manier waarop het scenario uiteindelijk uit de verf kwam in de uiteindelijke productie. "Het was een gebrekkige episode."
- Deze aflevering kreeg zijn naam van het personage Daedalus uit de Griekse mythologie. Daedalus is ook een briljante uitvinder wiens eigen uitvinding zijn eigen zoon, Icarus doodt.

## Rolverdeling

### Hoofdrollen
- Scott Bakula als kapitein Jonathan Archer
- John Billingsley als dokter Phlox
- Jolene Blalock als overste T'Pol
- Dominic Keating als luitenant Malcolm Reed
- Anthony Montgomery als vaandrig Travis Mayweather
- Linda Park als vaandrig Hoshi Sato
- Connor Trinneer als overste Charles "Trip" Tucker III

### Gastrollen
- Bill Cobbs als Emory Erickson
- Leslie Silva als Danica Erickson